# Hertsön
Hertsön (szw. Hertsön (ö)) – wyspa na Bałtyku należąca do Szwecji. Zajmuje 12. lokatę pod względem powierzchni wśród szwedzkich wysp.

## Geografia
Wyspa (pow. 73,42 km²; dł. linii brzegowej 110 km) jest w większości nizinna.

## Pochodzenie
W okresie postglacjalnym (po ostatnim zlodowaceniu) 4 pojedyncze wyspy: Svartön, Mulön, Granön i Björkön uległy połączeniu tworząc nową wyspą. W późniejszym czasie otrzymała ona nazwę Hertsön.